# Pompéjac
Pompéjac is een gemeente in het Franse departement Gironde (regio Nouvelle-Aquitaine) en telt 233 inwoners (2005). De plaats maakt deel uit van het arrondissement Langon.

## Geografie
De oppervlakte van Pompéjac bedraagt 9,8 km², de bevolkingsdichtheid is 23,8 inwoners per km².
De onderstaande kaart toont de ligging van Pompéjac met de belangrijkste infrastructuur en aangrenzende gemeenten.

## Demografie
Onderstaande figuur toont het verloop van het inwonertal (bron: INSEE-tellingen).